# Альбони, Мариетта
Мария Анна Марция Альбо́ни, более известная как Марие́тта Альбо́ни (итал. Marietta Alboni), в замужестве графиня Пеполи (Pepoli; 6 марта 1826, Читта-ди-Кастелло — 23 июня 1894, Виль-д’Авре под Парижем) — итальянская оперная певица (контральто).

## Биография
Мариетта Альбони родилась в итальянском городе Читта-ди-Кастелло в провинции Умбрия. Музыкальное образование она получила в городе Чезена у маэстро Антонио Баджоли. Способной девочкой заинтересовался также композитор Джоаккино Россини, разучивший с ней многие партии из своих опер.
В 16 лет Мариетта Альбони дебютировала на сцене театра города Болонья в роли Маффио Орсини в опере «Лукреция Борджиа» Джованни Пачини, а затем с оглушительным успехом в миланском театре «Ла Скала» в 1843 году.

### Пик популярности
Успех был настолько оглушительным, что директор императорских театров А. М. Гедеонов просил перевода Мариетты на весь сезон в свой театр. Последовали многочисленные гастроли по городам Италии, затем её встречали Вена и Санкт-Петербург, в 1845 году она давала концерты в Германии совместно с пианистом Германом Беренсом, в Венгрии и Богемии. В 1847 году выступала на карнавале в Риме, затем в Королевском театре Ковент-Гарден в Лондоне одновременно со шведской певицей Дженни Линд, гастролировавшей в Театре Её Величества. Из Лондона певица отправилась в Париж, получив ангажемент в Итальянскую оперу. 
В 1852—1853 годах Альбони гастролировала по Америке, сначала в Мексике и Кубе. Есть предположение, что Альбони первой исполнила хабанеру «La Paloma» композитора Ирадьера (под аккомпанемент автора). Гастроли певицы в США (в Нью-Йорке, Бостоне и Филадельфии) вместе со скрипачкой Камилой Урсо, вызвали восторженные отзывы критиков. Начинающий поэт Уолт Уитмен, посетивший все её нью-йоркские концерты, через 30 лет писал: «Интересно, узнает ли когда-нибудь эта дама, что её пение, её метод послужили первоначалом, основой для всего последующего моего литературного творчества». Именно в Нью-Йорке Альбони впервые услышала Аделину Патти, высоко оценив вокальные данные начинающей певицы.
Больше всего Альбони удавались партии комедийного плана, в ролях же драматического плана, например, «Норме», она была не сильна. Исполняла партии Керубино и Розины; Линды («Линда ди Шамуни» Доницетти), Церлина («Дон Жуан» Моцарта), Пажа («Гугеноты» Мейербера), Ульрики в «Бале-маскараде» и др. Мейербер написал для Альбони партию Фидес в опере «Пророк».
В 1854 году Альбони вышла замуж за графа Карло Пеполи из Папской области, сохранив, однако, своё сценическое имя. После этого брака число её выступлений постепенно уменьшалось, а в 1866 году, после смерти мужа, она окончательно покинула большую сцену, выступая только на частных концертах.

### Завершение карьеры
В 1868 году Мариетта Альбони исполнила на похоронах своего учителя Россини написанный им гимн «Stabat Mater» (вместе с Джулией Гризи, Марио и Винченцо Грациани) и дуэт с Аделиной Патти.
Во время беспорядков, которые последовали после франко-прусской войны, в 1870 году Альбони переехала в Лондон, а в 1872 году навсегда вернулась в Париж. Выступала в ряде благотворительных мероприятий. На оперной сцене в последний раз появилась в роли Фидальмы в опере Чимарозы «Тайный брак». В 1877 году повторно вышла замуж (за французского офицера).
Мариетта Альбони умерла на 69-м году жизни и похоронена на парижском кладбище Пер-Лашез. Мариетта всегда занималась благотворительностью, часто в память своего учителя — Россини, и поэтому почти все свое состояние она завещала беднякам Парижа. В Париже в её честь названы некоторые улицы и площадь. Популярность Мариетты Альбони была настолько высока, что её именем названы: клипер (парусный корабль), выпущенный в Америке в 1852 году, вид гибридной розы во Франции — «Мадам Альбони»; специальная мантилья была спроектирована и упакована в её честь, и ей был посвящен даже тип кубинской сигары («Flor de Alboni»).